# Pyropilus
Pyropilus es un género de foraminífero bentónico de la subfamilia Cymbaloporinae, de la familia Cymbaloporidae, de la superfamilia Planorbulinoidea, del suborden Rotaliina y del orden Rotaliida. Su especie tipo es Pyropilus rotundatus. Su rango cronoestratigráfico abarca el Holoceno.

## Clasificación
Pyropilus incluye a la siguiente especie:
- Pyropilus rotundatus